# 임진택
임진택(한국 한자: 林賑澤, 1968년 ~ )은 대한민국의 배우이다.

## 학력
- 경성대학교 연극영화학 학사

## 경력
- 국토경제신문 차장기자

## 출연작

### 영화
- 《사잇소리》 (2022년)
- 《귀여운 남자》 (2021년) - 트럭 기사 역
- 《마약왕》 (2018년) - 마약감시반원 1 역
- 《국가부도의 날》 (2018년) - 관광버스 기사 역
- 《암수살인》 (2018년) - 주차관리원 역
- 《돌아와요 부산항애》 (2018년) - 보스 1 역
- 《우리들의 일기》 (2017년) - 스님 역
- 《친구 2》 (2013년) - 한국 선원 역
- 《강철대오: 구국의 철가방》 (2012년) - 정보과 2 역
- 《방가? 방가!》 (2010년) - 박 조사관 역
- 《평행 이론》 (2009년) - 형사 2 역
- 《검은 땅의 소녀와》 (2007년) - 용훈 역
- 《비단구두》 (2006년) - 북한군 병사 역
- 《미스터 소크라테스》 (2005년) - 음주단속 취객 역
- 《효자동 이발사》 (2004년) - 새정부 남자 역
- 《목포는 항구다》 (2004년) - 사투리 어깨 역
- 《취화선》 (2002년) - 중인 1 역
- 《킬리만자로》 (2000년) - 이중사 역
- 《세기말》 (1999년) - 전천후 문화비평가 허 역
- 《이재수의 난》 (1999년) - 교인 포로 역
- 《창》 (1997년) - 길룡 친구 역
- 《3인조》 (1997년) - 고아원 순경 역
- 《아버지》 (1997년) - 사진기사 역
- 《축제》 (1996년) - 청일 역
- 《정글 스토리》 (1996년) - 카메라맨 역
- 《아름다운 청년 전태일》 (1995년) - 삼동회 회원 역
- 《영원한 제국》 (1995년) - 검율 역
- 《태백산맥》 (1994년)
- 《장미빛 인생》 (1994년) - 불량배 1 역
- 《그 섬에 가고 싶다》 (1993년)

### 드라마
- 《크로스》 (2018년, tvN)
- 《의문의 일승》 (2018년, SBS)
- 《삼총사》 (2014년, tvN)
- 《포세이돈》 (2011년 KBS2)
- 《친구, 우리들의 전설》 (2009년, MBC)
- 《시티홀》 (2009년, SBS)
- 《천추태후》 (2009년, KBS2)
- 《아내의 유혹》 (2008년, SBS)
- 《대왕세종》 (2008년, KBS)
- 《연개소문》 (2006년, SBS)  - 신세웅 역
- 《토지》 (2004년, SBS)
- 《해신》 (2004년, KBS2)
- 《무인시대》 (2003년, KBS1)  - 조위총 부관 역
- 《명성황후》 (2001년, KBS2) - 진수당 역